# L’Herm
L’Herm település Franciaországban, Ariège megyében. Lakosainak száma 189 fő (2022. január 1.). L’Herm Arabaux, Gudas, Leychert, Pradières, Roquefort-les-Cascades, Saint-Jean-de-Verges, Soula és Ventenac községekkel határos.

## Népesség
A település népessége az elmúlt években az alábbi módon változott:
| Lakosok száma | 107  | 137  | 170  | 176  | 217  | 204  | 201  | 196  | 194  | 189  |
|               | 1968 | 1982 | 1990 | 2006 | 2013 | 2015 | 2017 | 2019 | 2020 | 2022 |